# Мрежни модел
Мрежни модел је први пут кориштен код представљања мрежа у мрежним графички-базираним апликацијама као што нпр., за транспортне компаније или управљање ресурсима (електродистрибуција, телефонија и слично). У овом моделу организовања објеката унутар гео-базе података, похрањене су тополошке релације између тачака и полилинија. Збир геометријских појава које су узете у обзир комплекснији је него онај у шпагети моделу. Овдје је потребно увести два нова концепта: чворове и лукове. Чвор је истакнута тачка која повезује два лука. Лук је полилинија која почиње на чвору и завршава на чвору. Код ове структуре, постаје могућа навигација кроз мрежу, одабирањем, када наиђемо на чвор, наредног лука. Чворови дозвољавају ефикективну повезаност и мрежне обрачуне (нпр., најкраћег пута). Постоје два типа тачака; обичне тачке и чворне тачке. Чвориште је или крајња тачка лука или изолована тачка у равни. Остале линије и ивице полигона су обичне тачке. У зависности од изведбе, мрежа је планарна или непланарна. У планарној мрежи, свака ивица је уписана као чвор, чак иако не одговара одређеном географском објекту; тј., опипљивом објекту из стварног свијета. У непланарној мрежи, углови се могу преклапати и без формирања пресјека. Примјери непланарних мрежа су тунели и прелази.
Као у шпагети моделу, регион је описан нумерисаном листом чворова на границама полигона. У мрежном моделу објекти од интереса су:
- тачка: [: стварна, y: стварна]
- чвор: [тачка, < лук >]
- лук: [чвор-почетни, чвор-крајњи, <тачка>]
- полигон: <тачка>
- регион: {полигон}

Једна предност овог приступа је унутрашњи опис мрежне топологије, са чворовима везама корисним за оптималну претрагу. У овом моделу није садржана информација о везама међу 2Д објектима.